# Iglesia de Santa Leocadia (Villaseca de la Sagra)
La iglesia de Santa Leocadia es una iglesia de la localidad española de Villaseca de la Sagra, en la provincia de Toledo.

## Descripción
Se encuentra en la localidad toledana de Villaseca de la Sagra, en Castilla-La Mancha. Ubicada en las inmediaciones de la plaza Silera, en la parte sur de la villa, se trata de un edificio totalmente exento, estando su emplazamiento delimitado por un pretil de fábrica, que lo rodea excepto por la fachada de los pies. Al este se encuentra la cabecera, al oeste la fachada principal, la fachada de mediodía y la fachada norte en la plaza principal. El edificio, cuya factura responde a tres etapas de construcción desarrolladas entre la segunda mitad del siglo XVII y la primera década del XVIII, puede inscribirse en su conjunto en una arquitectura barroca de tradición herreriana.
La primera parte en construirse, el cuerpo de naves y la torre, es de genuina filiación madrileña, y es obra de un arquitecto del siglo XVII formado en la capital. El resto de la iglesia recibe esa influencia madrileña al someterse, estilísticamente, al primer plano, y se debe a un arquitecto toledano, siendo de un tercer arquitecto la capilla aneja. Destaca la unidad de estilo, que hace parecer al edificio como concebido de una sola vez, siendo un buen exponente de la arquitectura religiosa del siglo XVII en la provincia de Toledo. Se encuentra construida sobre un zócalo de cantería en dos hiladas de sillares calizos, siendo el resto obra de albañilería en ladrillo, y mampostería según el sistema de aparejo toledano. En las cubiertas se utilizan tejados de teja a una, dos, tres y cuatro aguas, sobre armadura de madera.
La planta es de cruz latina, inserta en un rectángulo del que sobresalen el presbiterio octogonal y en el lado del mediodía la sacristía y una capilla aneja. Presenta tres espaciosas naves divididas en cuatro tramos, separadas entre sí por arcos de medio punto, sobre pilares de sección cuadrangular y abiertas a la nave transversal, en cuyo crucero se alza sobre pechinas una cúpula elíptica con linterna ciega. Las bóvedas son de cañón en la nave central —articulada en tramos por arcos torales y con lunetos abiertas con ventanas— en el presbiterio y en los brazos del crucero, estando compartimentada en tres paños. A los pies de las naves, los últimos tramos se ocupan como espacios acotados por una capilla de bóveda vaída, la tribuna del coro con bóveda rebajada con lunetos y el cuadrado donde se asienta la torre. El interior se encuentra enlucido y ornado, según el orden dórico o toscano, con pilastras y contrapilastras adosadas a los pilares. En el presbiterio, el testero está pintado con una arquitectura fingida en perspectiva que transfigura el espacio interior. Destaca sobre el crucero un cimborrio paralelepípedo en ladrillo, articulado en pilastras. La iglesia tiene tres portadas sencillas con dintel, jambas y umbral de piedra, al interior, hay dos cancelas de madera que delimitan el paso.
El 26 de noviembre de 1991 fue declarada Bien de Interés Cultural con la categoría de monumento, mediante un decreto publicado el 18 de diciembre de ese mismo año en el Diario Oficial de Castilla-La Mancha.